# Tereza Jančová
Tereza Jančová (31 de marzo de 1999) es una deportista eslovaca que compitió en esquí alpino. Ganó una medalla de plata en el Campeonato Mundial de Esquí Alpino de 2017 en la prueba de equipo mixto. 

## Palmarés internacional
| Campeonato Mundial | Campeonato Mundial   | Campeonato Mundial | Campeonato Mundial |
| Año                | Lugar                | Medalla            | Prueba             |
| ------------------ | -------------------- | ------------------ | ------------------ |
| 2017               | Sankt Moritz (Suiza) | Medalla de plata   | Equipo mixto       |